# Invasió
|  | Per a altres significats, vegeu «Invasió (desambiguació)». |

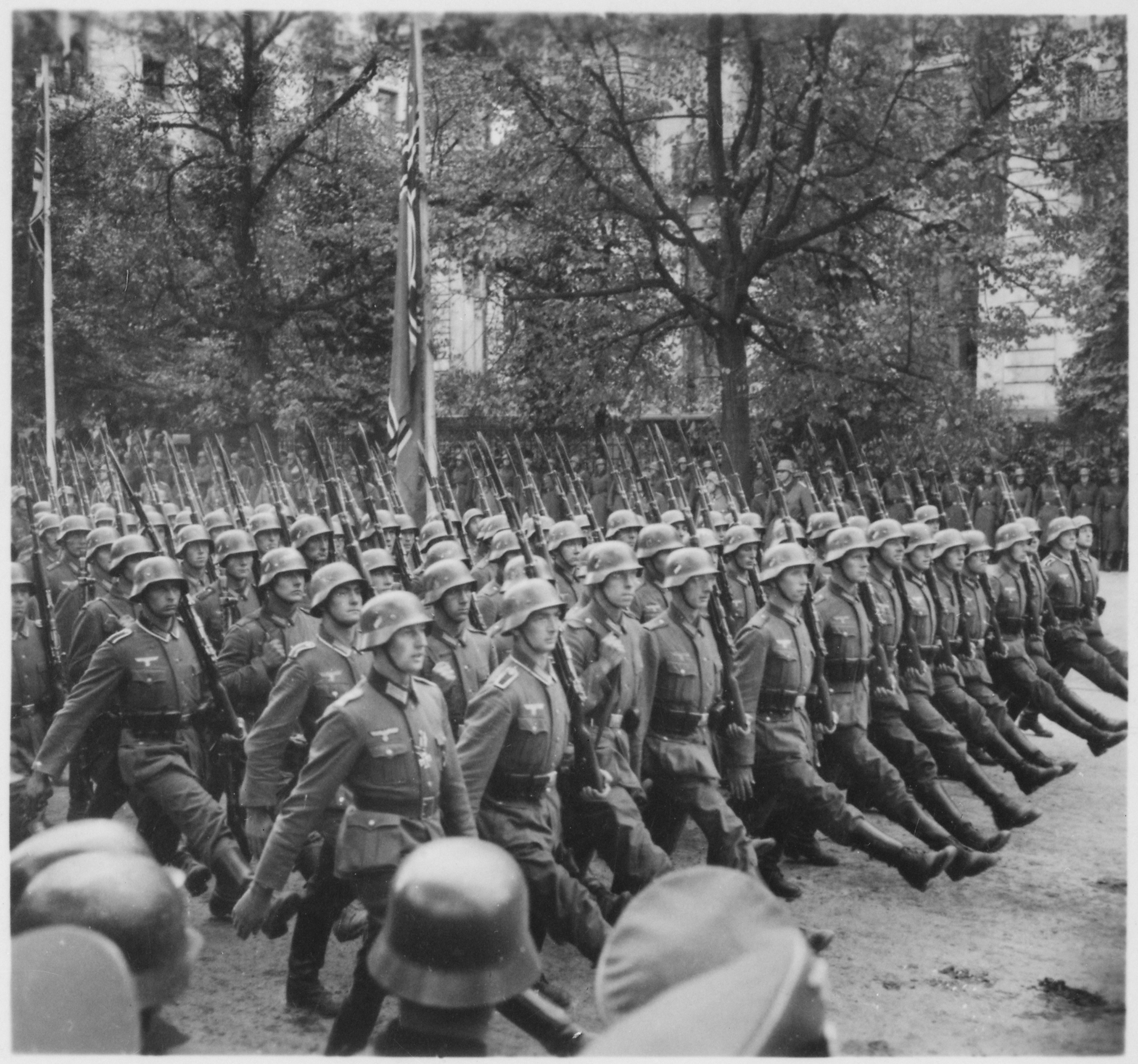
Les tropes alemanyes marxen a través de Varsòvia, Polònia, el 1939 durant la invasió alemanya de Polònia.

Una invasió és una acció militar que consisteix en l'entrada de les forces armades d'una entitat geopolítica en un territori controlat per una altra entitat semblant, normalment amb l'objectiu de conquistar el territori o canviar el govern establert. Pot ser la causa d'una guerra, pot usar-se com a part d'una estratègia major per acabar una guerra, o pot constituir una guerra completa en si mateixa.
El terme sol connotar un esforç estratègic de considerable magnitud, ja que els objectius d'una invasió solen ser a gran escala i a llarg termini, es necessiten moltes forces per mantenir un territori i protegir els interessos de l'entitat invasora. En general, les infiltracions tàctiques més petites no es consideren invasions i normalment es classifiquen com escaramusses, sortides, assassinats selectius o reconeixements ofensius. Per definició, una invasió és un atac dut a terme per forces externes. Per tant, les rebel·lions, guerres civils, cops d'estat o altres actes d'opressió no es consideren invasions.

## Història
Les proves arqueològiques indiquen que les invasions han estat freqüents des de la prehistòria. A l'antiguitat, abans de les comunicacions per ràdio i el transport ràpid, l'única manera per a un militar d'assegurar els reforços adequats era moure els exèrcits com una força massiva. Això, per la seva pròpia naturalesa, va conduir a l'estratègia d'invasió. Amb la invasió es van produir intercanvis culturals en el govern, la religió, la filosofia i la tecnologia que van donar forma al desenvolupament de gran part del món antic.
Abans dels dies dels viatges combinats i les companyies aèries de preus reduïts, les invasions militars funcionaven com una forma principal estàndard de proto-turisme, portant un gran nombre de visitants estrangers a nous entorns, amb els consegüents impactes socials, culturals i econòmics sobre les poblacions indígenes. i sobre els invasors.

## Defenses

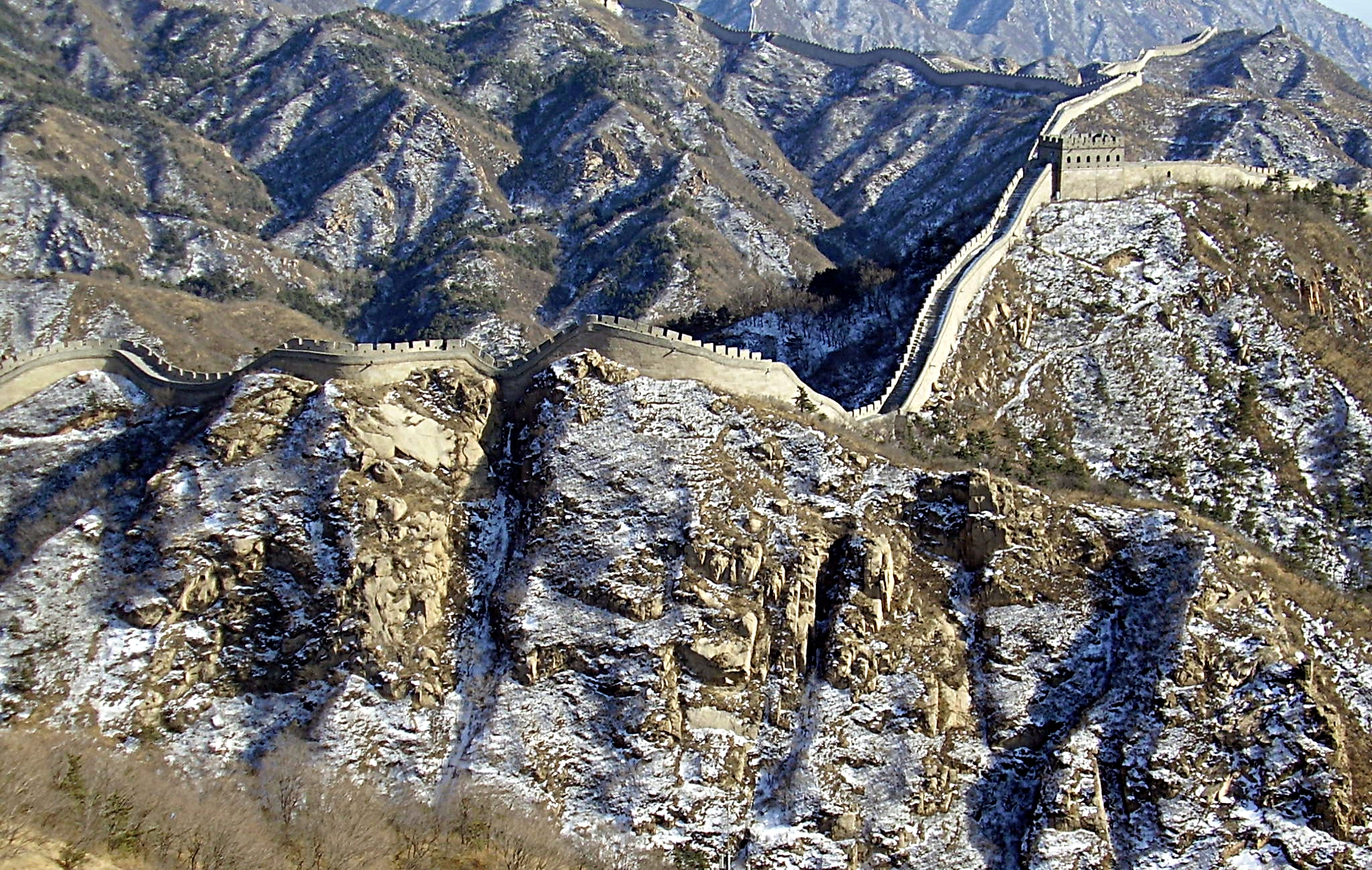
Un mur defensiu, la Gran Muralla Xina.

Els estats amb veïns potencialment hostils solen adoptar mesures defensives per retardar o prevenir una invasió. A més d'utilitzar barreres geogràfiques com rius, aiguamolls o terreny accidentat, aquestes mesures han inclòs històricament fortificacions. Aquesta defensa pot tenir la intenció d'evitar activament que les forces invasores entrin al país mitjançant una barrera estesa i ben defensada; la Gran Muralla Xina, la Mur d'Hadrià i el Danevirke en són exemples famosos. Aquestes barreres també han inclòs línies de trinxeres i, en temps més moderns, camps de mines, càmeres i sensors sensibles al moviment. No obstant això, aquestes barreres poden requerir una gran força militar per proporcionar la defensa, així com mantenir l'equipament i les posicions, la qual cosa pot imposar una gran càrrega econòmica al país. Algunes d'aquestes mateixes tècniques també es poden dirigir contra els defensors, utilitzant-los per evitar que s'escapi o es reprovin. Durant l'Operació Starvation, les forces aliades van utilitzar mines llançades per aire per interrompre greument les operacions logístiques japoneses dins de les seves pròpies fronteres.
Alternativament, les fortificacions es poden construir en una sèrie de llocs, com ara castells o forts situats prop d'una frontera. Aquestes estructures estan dissenyades per retardar una invasió el temps suficient perquè la nació defensora mobilitzi un exèrcit d'una mida suficient per a la defensa o, en alguns casos, la contrainvasió, com, per exemple, la Línia Maginot. Els forts es poden posicionar de manera que les guarnicions puguin tallar les línies de subministrament dels invasors. La teoria darrere d'aquests forts espaiats és que l'invasor no es pot permetre el luxe d'evitar aquestes defenses i, per tant, ha de assetjar les estructures.
A les nacions especialment grans, la força defensora també pot retirar-se per facilitar un contraatac atraient els invasors més endins al territori hostil. Un dels efectes d'aquesta tàctica és que la força invasiva s'estén massa, dificultant el subministrament i fent que les línies siguin més susceptibles a l'atac. Aquesta tàctica, encara que costosa, va ajudar els soviètics a aturar l'avanç alemany a la batalla de Stalingrad. També pot provocar que la força invasiva s'estengui massa lluny, permetent que un moviment de pinça els talli els reforços. Aquesta va ser la causa de la derrota britànica a la batalla de Cowpens durant la Guerra d'Independència dels Estats Units. Finalment, enviar massa reforços pot deixar massa pocs defensors al territori dels atacants, permetent una contrainvasió des d'altres zones, com va passar a la Segona Guerra Púnica.